# JR貨物U34A形コンテナ
U34A形コンテナ（U34Aがたコンテナ）は、日本貨物鉄道（JR貨物）輸送用として籍を編入している20ft私有コンテナ（ドライコンテナ）である。
1991年度より製造された。

## 概要
本形式の数字部位 「 34 」は、コンテナの容積を元に決定される。このコンテナ容積34 m3の算出は、厳密には端数四捨五入計算の為に、内容積33.5 m3 - 34.4 m3の間に属するコンテナが対象となる。また形式末尾のアルファベット一桁部位「A」は、コンテナの使用用途（主たる目的）が「普通品の輸送」を表す記号として付与されている。

## 番台毎の概要

### 9500番台
特別大型規格適用。